# Юріе Цап
Юріе Цап (*26 листопада 1956, с. Немирівка, Сороцький район) — молдавський політик, віце-голова Парламенту Молдови (2009-2010), віце-голова Ліберально-демократичної партії Молдови.

## Життєпис
Народився в 1956 в селі Немирівка Сорокського району.
- З 1973 по 1978 навчався в Державному університеті Молдови на факультеті історії.
- З 1978 по 1982 — викладач історії в школі № 2 у Флорештах.
- З 1985 по 1987 — директор середньої школи міста Флорешти.
- З 1999 по 2009 обіймав посаду примара міста Флорешти.
- У 2009 обраний депутатом Парламенту Молдови за списками Ліберально-демократичної партії Молдови. 10 вересня 2009 обраний віце-головою Парламенту Молдови, займав цю посаду до 28 вересня 2010, в даний час є депутатом Парламенту Молдови.